# 흰날개날여우박쥐
흰날개날여우박쥐 또는 반점날개날여우박쥐(Desmalopex leucopterus)는 큰박쥐과에 속하는 박쥐의 일종이다. 필리핀에서 발견된다. 자연 서식지는 아열대 또는 열대 건조림이다. 서식지 감소로 멸종 위협을 받고 있다. 2008년 지안니니 등(Giannini et al.)이 흰날개날여우박쥐속(Desmalopex)을 부활시키고, 흰날개날여우박쥐(D. leucopterus)를 포함시켰다.